# Elvira Rodríguez
Elvira Rodríguez Herrer (Madri, 15 de maio de 1949) É uma política espanhola.
Foi Presidente da Assembleia da Comunidade Autônoma de Madrid entre 11 de Junho 2007 e 7 de Junho de 2011.
Ocupa desde 14 de Outubro de 2012 o cargo de Presidente da Comissão Nacional de Mercado de Valores (Espanhola).